# Monte Citoro
Il monte Citoro è un monte che si trova alle spalle della città di Amasra sul Mar Nero nell'attuale Turchia del nord.

## Mitologia
Il Monte Citoro è nominato dal poeta veronese Catullo in un suo carme che narra di una barca che fu costruita con il legno di bosso del Monte Citoro, dalla storica regione della Bitinia e che attraversando il Mar Nero, l'Egeo e l'Adriatico giunse fino alle quiete acque del Lago di Garda, dove, a Sirmione, il poeta possedeva una sua villa.
Nel VI libro delle Metamorfosi di Ovidio la dea Atena colpisce, con una spola di legno del Monte Citoro, Aracne che l'aveva sfidata.